# 萊克維爾 (康乃狄克州)
萊克維爾（英語：Lakeville）是位於美國康乃狄克州利奇菲爾德縣的一個普查规定居民点。
霍奇基斯学校坐落于此。

## 地理
萊克維爾的座標為41°57′52″N 73°26′16″W / 41.96444°N 73.43778°W，而該地的平均海拔高度為216米（即709英尺）。